# Центральний міський стадіон (Миколаїв)
Центральний міський стадіон у Миколаєві — футбольно-легкоатлетичний стадіон, головна спортивна арена в місті Миколаєві, що вміщує 15 600 глядачів. Є домашньою спортивною ареною для футбольного клуба МФК «Миколаїв».

## З історії споруди
Землю, виділену під зведення нового стадіону, займало сміттєзвалище. Проєкт споруди, який розробили архітектори «Гіпрограду» на чолі з А. К. Марачинським, втілювали в життя протягом 3 років. У побудові стадіону взяли участь інженери й робітники СУ-11, СУ-621, трестів «Зеленбуд» і «Миколаївспецбуд».
Центральний міський стадіон у Миколаєві урочисто відкрили 26 вересня 1965 року під назвою «Суднобудівник». Відкриття приурочили до святкування Дня трудової слави суднобудівників. Матчем-відкриттям стадіону стала гра між миколаївським клубом «Суднобудівник» (нині МФК «Миколаїв») і московським ЦСКА, який спеціально запросили на урочистості. Як і ведеться, рахунок гри тоді був нічийний, щоправда і безгольовий — 0:0.
З 1992 по 1994 рік стадіон мав назву головного спонсора (однойменної швейної фабрики) — «Евіс». У 1994 перейменований у Центральний міський стадіон.
2002 року Миколаївська міськрада затвердила програму реконструкції стадіону, яка, зокрема, визначила першочергові об'єкти для відновлення. До початку реконструкції 2002 року стадіон вміщував 25 755 глядачів.
У 2014 році на Центральному стадіоні Миколаєва встановили рекорд Гіннеса зі створення найчисельнішої латинської літери з людей. 1200 осіб вишикувалися у вигляді літери «N», що переходить у напис «No war» (укр. «Ні війні»).
28 червня 2022 року стадіон постраждав внаслідок російського ракетного удару по Миколаєву. Агресори знищили адміністративно-побутовий корпус: ракета влучила в чашу стадіону (у бігові доріжки поблизу адміністративного приміщення), залишивши після себе воронку 15 метрів завширшки та 5 метрів углиб.
Нині директором стадіону є Володимир Коссе.